# Claudia Maria Meyer
Claudia Maria Meyer (* 1955 in Kleinmachnow) ist eine deutsche Schauspielerin.

## Leben
Über das Leben der 1955 geborenen Claudia Maria Meyer sind nur lückenhafte Informationen vorhanden. Erste Engagements sind an Theatern in Erfurt und Dresden nachzuweisen. In einigen Produktionen von Film- und Fernsehgesellschaften stand sie vor der Kamera.

## Filmografie
- 1987: Polizeiruf 110: Explosion (Fernsehreihe)
- 1989: Die gläserne Fackel (Fernsehserie, 2 Episoden)
- 1989: Abgründe
- 1991: Der Strass
- 1994: Frankie, Jonny & die anderen (Fernsehfilm)
- 1998: Alphateam – Die Lebensretter im OP (Fernsehserie, 2 Episoden)

## Theater
- 1984: Federico García Lorca: Bernarda Albas Haus – Regie: Bernd Keßler (Städtische Bühnen Erfurt)
- 1985: Manuel Schöbel: Aus dem Leben eines Tauglichen – Regie: Wilfried Weschke (Theater Junge Generation, Dresden)
- 1986: William Shakespeare: Hamlet – Regie: Axel Richter (Theater Junge Generation, Dresden)
- 1986: Martin Morgner/Herbert Mitschke: Flügelschläge (Katharina) – Regie: Matthias Härtig (Theater Junge Generation, Dresden)
- 1993: Carlo Goldoni: Krach in Chiozza  – Regie: ? (Seebühne im Schlosspark Charlottenburg)